# M48 Patton
M48 Patton är en amerikansk medeltung stridsvagn. Stridsvagnen var den tredje som officiellt namngavs efter General George S. Patton, befälhavare för den amerikanska tredje armén under andra världskriget. 

## Bakgrund
Stridsvagnen var en vidareutveckling av M47 Patton. M48 Patton användes som en tillfällig stridsvagn i den amerikanska armén, i väntan på den första så kallade huvudstridsvagnen (Main Battle Tank; MBT), M60 Patton eller dess officiella namn 105 mm Gun Full Tracked Combat Tank, M60. 
Under Vietnamkriget kom M48 Patton att fungera som den amerikanska arméns och marinkårens primära stridsvagn. Vidare förekom den i ett stort antal hos NATO samt övriga allierade till USA under kalla kriget.
M48 Patton var avsedd att ersätta de tidigare stridsvagnarna M47 Patton och M4 Sherman. Även om M48 Patton starkt påminner om M47, så var M48 Patton en helt nykonstruerad stridsvagn. Stridsvagnen, version M48A5, användes av USA fram till 1980-talet. Vidare kvarstår olika versioner av stridsvagnen internationellt. M48 var den sista amerikanska stridsvagn med en 90 mm kanon, den sista modellen M48A5, uppgraderades med 105 mm kanon.
Den turkiska armén är den största användaren av den moderniserade M48 MBT, med cirka 1 400 stycken vagnar i inventarieförteckningen (runt 1 000 har fasats ut, är placerade i malpåse eller har modifierats till bärgningsbandvagnar).